# Château Morange
Le château Morange est un édifice remarquable de l'île de La Réunion, un département d'outre-mer français dans le sud-ouest de l'océan Indien. Il est situé boulevard Doret à Saint-Denis, le chef-lieu. Le château, son patio, son parc, ses dépendances et ses clôtures sont inscrits en totalité au titre des Monuments historiques depuis le 13 décembre 2010,.

## Historique
Le « Château » Morange a été construit à l'initiative de Prosper Morange par l'entrepreneur F. Chatel vers 1850. Cette demeure est située dans le quartier des Camélias, au piémont de la route qui se dirige vers St-François. La riche bourgeoisie lors de l'apogée de la prospérité de l'île au milieu du XIXe siècle a fait construire de magnifiques demeures à la périphérie du centre-ville, dont le château Morange, la demeure Nas de Tourris, boulevard de la Providence, ou plus loin à Montgaillard la demeure Dierx-De Heaulme. Le château Morange est une demeure néo-classique dans le même style que le musée Léon-Dierx, rue de Paris ou la demeure Lauratet, rue A. de Villeneuve. 
Après l'effondrement de l'économie sucrière à partir des années 1860, le château Morange a servi de prison à des exilés célèbres, notamment le raïs marocain Abdelkrim al-Khattabi (Abd-Del-Krim) entre 1926 et 1929. Il est aujourd'hui utilisé comme Maison des Jeunes et de la Culture, disposant d'une salle de spectacle de 110 places.

## Architecture
Le château Morange a été construit au milieu du XIXe siècle. Le bâtiment principal est constitué de plusieurs corps de logis avec portique à colonnade formant varangue antérieure et escalier de distribution extérieur.
Les bâtiments sont en lave, moellon, brique et enduit avec couverture métallique.